# Sputniko!
Sputniko!（スプツニコ、スプツニ子！、本名、尾崎マリサ優美、1985年7月1日 - ）は、東京を拠点に活動するアーティスト。東京芸術大学美術学部デザイン科准教授。専門はスペキュラティブデザイン。

## 人物・来歴
東京都出身。父親は日本人、母親はイギリス人で、両親共に数学の研究者・大学教授。元夫はA.T.カーニー日本法人会長の梅澤高明。
高校を1年飛び級して英国のロンドン大学インペリアル・カレッジに進学し、2006年に卒業（数学とコンピューター・サイエンスの複専攻 BSc Joint Mathematics and Computer Science）。
その後ロンドンでプログラミングや作詞作曲などの音楽活動をしたのち、2010年に英国王立芸術学院（ロイヤル・カレッジ・オブ・アート, RCA）修士課程を修了。
RCA在学中より、テクノロジーによって変化していく人間の在り方や社会を反映させた映像インスタレーション作品を制作。2013年から2017年まで伊藤穰一所長のマサチューセッツ工科大学（MIT）メディアラボで、Assistant Professor（アシスタント・プロフェッサー）として、デザイン・フィクション研究室（Design Fiction Group)を創設・主宰した。
2017年-2019年、東京大学大学院特任准教授（生産技術研究所RCA-IISデザインラボ）を就任。
2019年-2025年、東京芸術大学美術学部デザイン科准教授（Design Civics 研究室）を就任。
2017年に世界経済フォーラムのヤング・グローバル・リーダーズとカルチャー・リーダーに選出され、2020年ダボス会議に登壇。2019年にはTEDフェローに選出され、TED2019に登壇している。
2019年、DE&I推進を掲げて株式会社Cradle（クレードル）を起業。
2021年10月、国内では初となるNFTアートのオークションで作品「「ムーンウォークマシン、セレナの一歩」が最高額で落札された 。
2021年11月、香港最大のデザインフェスティバル「de Tour」に、全長290メートルのシルクの布を使用した「Red Silk of Fate -The Shrine」を出品。国立研究開発法人農業・食品産業技術総合研究機構教授・瀬筒秀樹にアイディアを持ち込み、2016年に赤色蛍光蛋白質を含むシルクが完成した。「Red Silk of Fate -The Shrine」は光によって表情を変える。なお、養蚕は前橋市の蚕糸技術センターと前橋市内の農家で行った。
2018年より東北新社フェロー、2021年よりデジタルガレージ社外取締役を務める。

## 作風
男性が生理痛を再現する器具を装着するストーリーを描く「生理マシーン、タカシの場合。」や、月面にハイヒールの足跡を残す「ムーンウォークマシン、セレナの一歩」といったテクノロジーやジェンダーをテーマとした作品で知られ、評価を受けている。
スペキュラティブデザインについて、「次々と登場する各種テクノロジーが広がっていくことにより可能視される、今はない製品や思想、変わりゆくライフスタイルなどをデザインを通して提案し、思索を促す」ものであると『me bu ku』誌の取材に答えている。

## エピソード

### 名前の由来
高校在学中の15歳の時に、色白で背が高く理系でロシアのハーフに見られたことから、親友が「ロシアと言えば宇宙だよね」「あなたの名前は今日からスプートニク」と命名。それが世界初の人工衛星だと知って気に入り、女性の名前に多い「子」を付けて、スプツニ子！へと変化した。
一時は改称するか悩みながらも、大学になるとバンド名としても名乗り始め、MITや東京藝大でもスプツニ子！のまま教えることになった。
語尾の「！」に拘りがあって、さながらドイツ語で「NEU（）！」と発声する時のような、叫びを表している。
本人は「わざとややこしい名前」にしたとも語り、人に掛ける迷惑について詫びている。

## 展示歴
ニューヨーク近代美術館(MoMA)、英国ヴィクトリア&アルバート博物館、東京都現代美術館、金沢21世紀美術館を始めとして、複数の展覧会歴がある。

### 展覧会
- 「東京アートミーティング トランスフォーメーション」東京都現代美術館（2010年、東京）[25]
- 「Talk to Me」ニューヨーク近代美術館(MoMA)（2011年、ニューヨーク、アメリカ）
- 「東京アートミーティング うさぎスマッシュ」東京都現代美術館（2013年、東京）[26]
- 「Killer Heels」ブルックリン美術館（2014年、ニューヨーク、アメリカ）[27]
- 「Tranceflora - エイミの光るシルク (個展)」 GUCCI新宿（2015年、東京）[28]
- 「Design & Violence」ニューヨーク近代美術館(MoMA)（2015年、ニューヨーク、アメリカ）[29]
- 「ザ・コンテンポラリー1 われらの時代：ポスト工業化社会の美術」金沢21世紀美術館（2015年、石川県金沢）[30]
- 「第三回瀬戸内国際芸術祭」ベネッセアートサイト　常設作品（2016年、香川県豊島）[31]
- 「New Sensorium」ZKM アートセンター（2016年、カールスルーエ、ドイツ）[32]
- 「Collecting Future Japan」Victoria & Albert Museum（2016年、ロンドン、イギリス）[33]
- 「bionic by sputniko! (個展)」渋谷SEIBU（2017年、東京）[34]
- 「もしかする未来 工学×デザイン」国立新美術館（2018年、東京）[35]
- 「Refiguring the Future」Hunter College Art Galleries（2019年、NY、アメリカ）[36]
- 「Broken Nature」Triennale di Milano（2019年、Milano、イタリア）[37]
- 「Cooper Hewitt Design Triennale」Cooper Hewitt Museum（2019年、NY、アメリカ）[38]
- 「Nature」Cube Design Museum（2019年、Kerkrade、オランダ）[39]
- 「JAPAN UNLIMITED」MuseumsQuartier Wien（2019年、Wien、オーストリア）[40]
- 「Out of the Box」Ars Electronica2019（2019年、Linz、オーストリア）[41]
- 「40 Years of Humanizing Technology-Art, Technology, Society」Design Society（2019年、深圳、中国）[42]
- 「未来と芸術」森美術館（2019年、東京）[43]
- 「Broken Nature」ニューヨーク近代美術館(MoMA)（2020年、NY、アメリカ）
- 「Fictional Life: Hybridity, Trangenetics, Innovation」Taiwan contemporary Culture Lab（2021年、台北、台湾）[44]
- 「Microwave International New Media Arts Festival」（2021年、香港）[45]
- 「751 International Design Festival」（2021年、北京、中国）[46]
- 「deTour 2021 Design Festival」 PMQ（2021年、香港）[47]
- 「奇想のモード 装うことへの狂気、またはシュルレアリスム」 東京都庭園美術館（2022年、東京）[48]
- 「新しいエコロジーとアート」 東京藝術大学大学美術館 （2022年、東京）[49]
- 「The Nursery」 Bright Moments （2022年、ロンドン、イギリス）[50]
- 「In Transfer – A New Condition」 Ars Electronica Esch 2022（2022年、ルクセンブルグ）[51]
- 「Myth Makers—Spectrosynthesis III 」 Tai Kwun Contemporary Museum（2023年、 香港）[52]
- 「Vellum LA x EPOCH present: LIFELIKE: Exploring Body Sovereignty In Web3 」 Vellum LA（2023年、LA、アメリカ）[53]
- 「Eyes on the Horizon」 BUoY（2023年、東京）[54]
- 「DXP（デジタル・トランスフォーメーション・プラネット ―次のインターフェイスへ」 金沢21世紀美術館（2023年、金沢）[55]
- 「New Horizon―歴史から未来へ」 アーツ前橋 （2023年、群馬）[56]
- 「Flow. The exhibition on menstruation」 ヨーロッパ文化博物館 （2023年、ベルリン、ドイツ）[57]
- 「LIFELIKE」 Cal Poly University Art Gallery （2023年、サン・ルイス・オビスポ、アメリカ）[58]
- 「New Eden: Science Fiction Mythologies Transformed」 ArtScience Museum （2023年、シンガポール）[59]
- 「土とともに 美術にみる〈農〉の世界」茨城県近代美術館（2023年、日本）[60]
- 「HANEDA BLUE RUNWAY 2024」羽田空港 ターミナル3（2024年、日本）[61]
- 「Filtered Matter」Pfizer Building（2024年、アメリカ）[62]
- 「SCIFI: Mythologies Transformed」Science Gallery Melbourne（2024年、オーストラリア）[63]
- 「Can I Believe in a Fortunate Tomorrow? ー幸せな明日を信じてもよい？ー (個展)」KOTARO NUKAGA（2024年、日本）[64]
- 「2024 Future Media FEST-Singularity」Taiwan Contemporary Culture Lab (C-LAB)（2024年、台湾）[65]
- 「Coral Colors (個展)」沖縄科学技術大学院大学 (OIST)（2024年、日本）[66]
- 「2024 International Techno Art Exhibition : Right Where It Belongs」国立台湾美術館（2024年、台湾）[67]
- 「コレクション展 新たにむかえた作品たち―生活・手仕事・身体」横浜美術館（2025年、日本）[68]
- 「MMMAD Festival 2025」GAVIOTA（2025年、スペイン）[69]
- 「Istanbul Digital Arts Festival x Ars Electronica: (Get) In Touch」アタチュルク文化センター（2025年、トルコ）[70]
- 「創造的な出会いのためのテーマ別展示」UESHIMA MUSEUM（2025年、日本）[71]

## 受賞歴
- アルス・エレクトロニカ/the next idea（2009）
- 第14回文化庁メディア芸術祭/審査委員会推薦作品（2010）[72]
- YouTube Video Awards Japan 2010/乗り物・テクノロジー部門（2010)[73]
- アルス・エレクトロニカ Interactive Art/Honorary Mention（2012)
- アルス・エレクトロニカ Hybrid Art/Honorary Mention（2013)
- VOGUE JAPAN/ウーマン・オブ・ザ・イヤー　2013（2013)[74]
- 一般社団法人デジタルメディア協会19th AMD Award/新人賞（2014)[75]
- LOREAL JAPAN/ロレアル・ユネスコ女性科学者特別賞（2016）[76]
- ポメラート・フォー・ ウーマン アワード（2018）[77]
- 2020年ASIAGRAPH創（つむぎ）賞（2020)[78]
- フレームアワード2022 セットデザイン・オブ・ザ・イヤー（2022）[79]
- G1新世代リーダー・アワード2023（2023)[80]
- Lumen Prize 2024 - ノミネート (2024)[81]
- Nam June Paik Prize 2024 - ノミネート (2024)

## 選出歴
- 伊Rolling Stone誌/今後10年に最も影響を与えるデザイナー20人（2011)[82]
- 米Advertising Age誌/2011年の最もクリエイティブな50人（2011)
- 日経ビジネス THE 100/日本の主役100人（2014)[83]
- FORBES JAPAN/未来を創る日本の女性10人（2014)[84]
- 仏Le Figaro誌/世界の才能ある30歳以下の女性30人（2015)
- 世界経済フォーラム ヤンググローバルリーダーズ （2017)[85]
- ヨコハマトリエンナーレ2017 構想会議メンバー（2017)[86]
- 内閣府ムーンショット型研究開発制度 ビジョナリー委員（2019)[87]
- ニューズウィーク日本版/世界が尊敬する日本人100人（2019)[88]
- TED フェロー（2019)[89]
- 世界経済フォーラム　グローバル・フューチャー・カウンシル（2019)[90]
- Lexus Design Award 2021 メンター （2021)[91]

## 書籍
- 『インタラクション・デザイン/RCAデザイン教育の現在 = INTERACTION DESIGN:RCA DESIGN EDUCATION TODAY』(新宿書房)、(2012) エラー: 日付が正しく記入されていません。（説明）。ISBN 9784880084275。
- 伊藤穰一 監修『ネットで進化する人類 : ビフォア/アフター・インターネット』(KADOKAWA)、(2015) エラー: 日付が正しく記入されていません。（説明）。ISBN 9784046538956。
- 『はみだす力』(宝島社)、(2016) エラー: 日付が正しく記入されていません。（説明）。ISBN 9784800255785。

## テレビ出演
- 『魔改造の夜』第1 - 4弾、第6弾（NHK BSプレミアム）[92]